# Dornier Do 132
Die Dornier Do 132 war ein Projekt zur Entwicklung eines fünfsitzigen Turbinenhubschraubers mit Heißgasreaktionsantrieb. Dornier bot diesen Hubschrauber der Bundeswehr als Verbindungshubschrauber (VBH) an.
Es zeichnete sich im Laufe der Entwicklung ab, dass die durch den Heißgasantrieb verursachten thermodynamischen und metallurgischen Probleme bei den Rotorblättern nicht so beherrschbar waren, dass eine Einsatzreife dieses Antriebsprinzips sichergestellt werden konnte. Die Entwicklung wurde daher 1971 eingestellt. Auch die Versuche anderer Hersteller wie z. B. Hughes haben nicht zum Erfolg der Einsatzreife für dieses Antriebssystems geführt und wurden eingestellt.

## Beschreibung
Die Do 132 folgte dem bereits bei der Dornier Do 32 erprobten und nachgewiesenen Blattspitzenantrieb mit dem Vorteil, dass kein Heckrotor oder gegenläufiger Rotor nötig ist, da dieser Reaktionsantrieb kein Gegendrehmoment erzeugt. Es sind keine Wellen, Getriebe, Kupplungen und Freilauf erforderlich. Die Rotordrehzahl ist frei wählbar für dynamische Starts mit erheblicher Mehrzuladung. Das niedrige Gewicht des dynamischen Systems ergab ein sehr günstiges Zuladungsverhältnis. Die Rotorblätter waren aus Aluminium-Wabenkonstruktion geklebt. Der Heißgaskanal in den Rotorblättern war ebenfalls doppelwandig in Wabenkonstruktion ausgeführt und hitzefest geklebt.
Die Gasturbine lieferte das heiße Druckgas für den Rotor. Von der Turbine wurde das Gas wärmeisoliert durch den hohlen Rotormast über den Rotorkopf und die Rotorblätter zu den Schubdüsen an den Blattspitzen geleitet, sodass es ohne größere Verluste an den Blattspitzendüsen in Schubkraft umgewandelt wurde.
Es wurde ein Rotor gebaut und erfolgreich einer Dauererprobung auf dem Prüfstand unterzogen. Im Windkanal wurde ein 1:1-Modell der Zelle vermessen. Die Zelle war eiförmig stromliniengünstig in einer gemischten GFK- und Aluminiumbauweise mit viel Fensterfläche gefertigt und hatte einen Heckausleger in Schalenbauweise mit zwei beweglichen Stabilisierungsflächen (Doppelruder), die mit den anströmenden Abgasen der Turbine auch die Giersteuerung übernehmen sollten. Dadurch versprach der Hubschrauber schnell und wendig zu sein, hatte jedoch wenig Platz für sperrige Zuladung in der Kabine.

## Projekt Daten
| Kenngröße            | Daten           |
| -------------------- | --------------- |
| Besatzung            | 1               |
| Passagiere           | 4               |
| Länge                | 7,5 m           |
| Rotordurchmesser     | 10,7 m          |
| Höhe                 | 2,8 m           |
| Nutzlast             | 420 kg          |
| Gesamtmasse          | 1430 kg         |
| Antrieb              | 1 UACL PT6 A-20 |
| Reisegeschwindigkeit | 221 km/h        |
| Normale Reichweite   | 450 km          |